# HD 147018
HD 147018 är en ensam stjärna belägen i den norra delen av stjärnbilden Södra triangeln.   Den har en skenbar magnitud av ca 8,30 och kräver ett teleskop för att kunna observeras. Baserat på parallax enligt Gaia Data Release 2 på ca 24,7 mas, beräknas den befinna sig på ett avstånd på ca 132 ljusår (ca 40 parsek) från solen. Den rör sig närmare solen med en heliocentrisk radialhastighet på ca -28 km/s.

## Egenskaper
HD 147018 är en orange till gul stjärna i huvudserien av spektralklass G8/K0 V eller G9 V. Den har en massa som är ca 0,93 solmassor, en radie som är ca 0,94 solradier och har ca 0,71 gånger solens utstrålning av energi från dess fotosfär vid en effektiv temperatur av ca 5 400 K.

## Planetssystem
I augusti 2009 rapporterades att två exoplaneter, HD 147018 b och HD 147018 c, observerats i omlopp kring stjärnan. Planeterna hittades med metoden för mätning av radiell hastighet, med hjälp av CORALIE-spektrografen vid La Silla Observatory, Chile.
| Planet | Massa           | Halv storaxel (AE) | Siderisk omloppstid (d) | Excentricitet   | Inklination | Radie |
| ------ | --------------- | ------------------ | ----------------------- | --------------- | ----------- | ----- |
| b      | ≥2,12 ± 0,07 MJ | ca 0,2388 ± 0,0039 | >44,236 ± 0,008         | 0,4686 ± 0,0081 | -           | -     |
| c      | ≥6,56 ± 0,32 MJ | 1,922 ± 0,039      | 1 008 ± 18              | 0,133 ± 0,011   | -           | -     |